# Reparación (derecho)
Reparación proviene del latín reparatĭo, -ōnis. Se define como la acción o efecto de restituir a su condición normal y de buen funcionamiento, a cosas materiales mal hechas, deterioradas, o rotas. 

## En Derecho
En la jurisprudencia, la reparación es la reposición por parte de un criminal de una pérdida causada a una víctima. La reparación monetaria es una forma común de reparación. La reparación, junto con la verdad y la justicia, es uno de los elementos principales que se buscan en un proceso de justicia transicional, en el que se busca implementar un nuevo orden durante un proceso de paz que se lleve a cabo por diferentes razones, como por ejemplo en el caso de Colombia, con el objetivo de llegar a la paz en medio de un conflicto armado. En este caso específico, en el marco legal de la Ley de Justicia y Paz, la reparación es: «restitución, indemnización, rehabilitación, satisfacción y garantías de no repetición» (art. 8).
La reparación es el derecho que tienen las víctimas de crímenes de guerra o de lesa humanidad a ver compensados los daños sufridos. Esta reparación se ve contemplada de manera más amplia al tenerse en cuenta una justicia restaurativa frente a una justicia transicional, puesto que, aun presentando limitaciones, tiene un enfoque más encaminado a la reparación y a la no repetición de los crímenes, lo que representa un mayor interés para las víctimas.
Aun conociendo los derechos de las víctimas, se generan tensiones al querer efectuarse la reparación, pues debe garantizarse un equilibrio entre los derechos de las víctimas y las condiciones que imponen los autores de los crímenes. Esto se debe a que en ocasiones se deben limitar los derechos de las víctimas con el objetivo de lograr la consecución de la paz y de un acuerdo entre las partes del conflicto, y estos derechos se ven limitados también por el corto alcance de los medios físicos y jurídicos disponibles para garantizar la reparación misma.

## Reparación de aparatos
El Derecho también regula la reparación de aparatos de uso doméstico y los derechos de los consumidores al respecto. 
Así, en España, está regulado por el Real Decreto 58/88, de 29 de enero, sobre protección de los derechos del consumidor en el servicio de reparación de aparatos de uso doméstico.